# Deuxième circonscription de la Drôme
La deuxième circonscription de la Drôme est l'une des quatre circonscriptions législatives françaises que compte le département de la Drôme (26) situé en région Rhône-Alpes.

## Description géographique et démographique

### De 1958 à 1986

Carte de la deuxième circonscription de la Drôme de 1958 à 1986

Le département n'avait que trois circonscriptions. La deuxième circonscription était composée de :
- Canton de Bourdeaux
- Canton de Buis-les-Baronnies
- Canton de Dieulefit
- Canton de Grignan
- Canton de Loriol-sur-Drôme
- Canton de Marsanne
- Canton de Montélimar
- Canton de La Motte-Chalançon
- Canton de Nyons
- Canton de Pierrelatte
- Canton de Rémuzat
- Canton de Saint-Paul-Trois-Châteaux
- Canton de Séderon

Réf. Journal Officiel du 13-14 Octobre 1958.

### Depuis 1988
La deuxième circonscription de la Drôme est délimitée par le découpage électoral de la loi n°86-1197 du 24 novembre 1986
, elle regroupe les divisions administratives suivantes : 
- Canton de Loriol-sur-Drôme (moins la commune d'Ambonil)
- canton de Marsanne
- canton de Montélimar-1
- canton de Montélimar-2
- Canton de Pierrelatte
- Canton de Portes-lès-Valence.

D'après le recensement général de la population en 2022, réalisé par l'Institut national de la statistique et des études économiques (INSEE), la population totale de cette circonscription est estimée à 132 409 habitants,.

| Nom                       | Code Insee | Intercommunalité                | Superficie (km2) | Population (dernière pop. légale) | Densité (hab./km2) |
| ------------------------- | ---------- | ------------------------------- | ---------------- | --------------------------------- | ------------------ |
| Allan                     | 26005      | CA Montélimar-Agglomération     | 28,81            | 1 927 (2022)                      | 67                 |
| Ancône                    | 26008      | CA Montélimar-Agglomération     | 1,59             | 1 353 (2022)                      | 851                |
| Beaumont-lès-Valence      | 26037      | CA Valence Romans Agglo         | 17,61            | 4 272 (2022)                      | 243                |
| Beauvallon                | 26042      | CA Valence Romans Agglo         | 3,12             | 1 638 (2022)                      | 525                |
| Bonlieu-sur-Roubion       | 26052      | CA Montélimar-Agglomération     | 6,05             | 456 (2022)                        | 75                 |
| Charols                   | 26078      | CA Montélimar-Agglomération     | 7,31             | 957 (2022)                        | 131                |
| Châteauneuf-du-Rhône      | 26085      | CA Montélimar-Agglomération     | 27,27            | 2 807 (2022)                      | 103                |
| Cléon-d'Andran            | 26095      | CA Montélimar-Agglomération     | 10,25            | 989 (2022)                        | 96                 |
| Cliousclat                | 26097      | CC du Val de Drôme en Biovallée | 9,65             | 612 (2022)                        | 63                 |
| Condillac                 | 26102      | CA Montélimar-Agglomération     | 9,57             | 133 (2022)                        | 14                 |
| Donzère                   | 26116      | CC Drôme Sud Provence           | 32,06            | 5 981 (2022)                      | 187                |
| Espeluche                 | 26121      | CA Montélimar-Agglomération     | 11,33            | 1 137 (2022)                      | 100                |
| Étoile-sur-Rhône          | 26124      | CA Valence Romans Agglo         | 42,79            | 5 497 (2022)                      | 128                |
| La Bâtie-Rolland          | 26031      | CA Montélimar-Agglomération     | 8,33             | 1 068 (2022)                      | 128                |
| La Coucourde              | 26106      | CA Montélimar-Agglomération     | 11,15            | 1 214 (2022)                      | 109                |
| La Garde-Adhémar          | 26138      | CC Drôme Sud Provence           | 27,73            | 1 147 (2022)                      | 41                 |
| La Laupie                 | 26157      | CA Montélimar-Agglomération     | 9,68             | 776 (2022)                        | 80                 |
| La Touche                 | 26352      | CA Montélimar-Agglomération     | 8,29             | 260 (2022)                        | 31                 |
| Les Granges-Gontardes     | 26145      | CC Drôme Sud Provence           | 7,26             | 692 (2022)                        | 95                 |
| Les Tourrettes            | 26353      | CA Montélimar-Agglomération     | 7,34             | 1 084 (2022)                      | 148                |
| Livron-sur-Drôme          | 26165      | CC du Val de Drôme en Biovallée | 39,52            | 9 272 (2022)                      | 235                |
| Loriol-sur-Drôme          | 26166      | CC du Val de Drôme en Biovallée | 28,66            | 6 584 (2022)                      | 230                |
| Malataverne               | 26169      | CC Drôme Sud Provence           | 16,68            | 2 238 (2022)                      | 134                |
| Manas                     | 26171      | CA Montélimar-Agglomération     | 1,91             | 178 (2022)                        | 93                 |
| Marsanne                  | 26176      | CA Montélimar-Agglomération     | 34,29            | 1 262 (2022)                      | 37                 |
| Mirmande                  | 26185      | CC du Val de Drôme en Biovallée | 26,45            | 606 (2022)                        | 23                 |
| Montboucher-sur-Jabron    | 26191      | CA Montélimar-Agglomération     | 9,8              | 2 559 (2022)                      | 261                |
| Montéléger                | 26196      | CA Valence Romans Agglo         | 9,45             | 1 670 (2022)                      | 177                |
| Montélimar                | 26198      | CA Montélimar-Agglomération     | 46,81            | 40 356 (2022)                     | 862                |
| Pierrelatte               | 26235      | CC Drôme Sud Provence           | 49,56            | 13 909 (2022)                     | 281                |
| Portes-en-Valdaine        | 26251      | CA Montélimar-Agglomération     | 15,04            | 455 (2022)                        | 30                 |
| Portes-lès-Valence        | 26252      | CA Valence Romans Agglo         | 14,43            | 10 369 (2022)                     | 719                |
| Puygiron                  | 26257      | CA Montélimar-Agglomération     | 6,68             | 447 (2022)                        | 67                 |
| Rochefort-en-Valdaine     | 26272      | CA Montélimar-Agglomération     | 12,8             | 359 (2022)                        | 28                 |
| Roynac                    | 26287      | CA Montélimar-Agglomération     | 17,06            | 480 (2022)                        | 28                 |
| Saint-Gervais-sur-Roubion | 26305      | CA Montélimar-Agglomération     | 14,57            | 1 088 (2022)                      | 75                 |
| Saint-Marcel-lès-Sauzet   | 26312      | CA Montélimar-Agglomération     | 3,98             | 1 231 (2022)                      | 309                |
| Saulce-sur-Rhône          | 26337      | CA Montélimar-Agglomération     | 18,43            | 1 882 (2022)                      | 102                |
| Sauzet                    | 26338      | CA Montélimar-Agglomération     | 19,19            | 1 834 (2022)                      | 96                 |
| Savasse                   | 26339      | CA Montélimar-Agglomération     | 22,01            | 1 630 (2022)                      | 74                 |

## Historique des députations
| Législature | Début de mandat | Fin de mandat  | Député             | Parti politique         | Observations                                                                           |
| ----------- | --------------- | -------------- | ------------------ | ----------------------- | -------------------------------------------------------------------------------------- |
| IXe         | 23 juin 1988    | 1er avril 1993 | Alain Fort,        | PS,                     |                                                                                        |
| Xe          | 2 avril 1993    | 21 avril 1997  | Thierry Cornillet, | UDF-RAD,                | Mandat écourté à la suite d'une dissolution parlementaire décidée par Jacques Chirac.  |
| XIe         | 12 juin 1997    | 18 juin 2002   | Éric Besson        | PS                      | Maire de Donzère                                                                       |
| XIIe        | 19 juin 2002    | 19 juin 2007   | Éric Besson,       | PS puis sans étiquette, | Maire de Donzère                                                                       |
| XIIIe       | 20 juin 2007    | 19 juin 2012   | Franck Reynier,    | UMP,                    | Maire de Montélimar                                                                    |
| XIVe        | 20 juin 2012    | 20 juin 2017   | Franck Reynier,    | UMP / PR,               | Maire de Montélimar                                                                    |
| XVe         | 21 juin 2017    | 21 juin 2022   | Alice Thourot,     | LREM,                   |                                                                                        |
| XVIe        | 22 juin 2022    | 9 juin 2024    | Lisette Pollet     | RN                      | Mandat écourté à la suite d'une dissolution parlementaire décidée par Emmanuel Macron. |

## Historique des élections

### Élections de 1958
| Candidat       | Candidat             | Parti          | Premier tour | Premier tour | Second tour | Second tour |  |
| Candidat       | Candidat             | Parti          | Voix         | %            | Voix        | %           |  |
| -------------- | -------------------- | -------------- | ------------ | ------------ | ----------- | ----------- |  |
|                | Maurice Pic élu      | SFIO           | 12 576       | 31,82        | 15 914      | 39,65       |  |
|                | René Seston          | PCF            | 8 506        | 21,52        | 9 147       | 22,79       |  |
|                | Louis Chancel        | Radsoc         | 5 239        | 13,26        | 2 130       | 5,31        |  |
|                | Michel Gallaud-Morel | UNR            | 4 652        | 11,77        | 12 941      | 32,25       |  |
|                | Jean Bel             | MRP            | 4 287        | 10,85        | Retrait     | Retrait     |  |
|                | Edmond Bernard       | CNIP           | 3 153        | 7,98         | Retrait     | Retrait     |  |
|                | Henri Berrang        | CR             | 1 108        | 2,8          |             |             |  |
|                |                      |                |              |              |             |             |  |
| Inscrits       | Inscrits             | Inscrits       | 53 302       | 100,00       | 53 289      | 100,00      |  |
| Abstentions    | Abstentions          | Abstentions    | 12 994       | 24,38        | 12 656      | 23,75       |  |
| Votants        | Votants              | Votants        | 40 308       | 75,62        | 40 633      | 76,25       |  |
| Blancs et nuls | Blancs et nuls       | Blancs et nuls | 787          | 1,95         | 501         | 1,23        |  |
| Exprimés       | Exprimés             | Exprimés       | 39 521       | 98,05        | 40 132      | 98,77       |  |

Le suppléant de Maurice Pic était Pierre Jullien, représentant, conseiller général du canton de Nyons.

### Élections de 1962
| Candidat       | Candidat                  | Parti          | Premier tour | Premier tour | Second tour | Second tour |  |
| Candidat       | Candidat                  | Parti          | Voix         | %            | Voix        | %           |  |
| -------------- | ------------------------- | -------------- | ------------ | ------------ | ----------- | ----------- |  |
|                | Maurice Pic sortant réélu | SFIO           | 15 081       | 40,7         | 23 864      | 62,63       |  |
|                | Henri de Vernejoul        | UNR-UDT        | 11 044       | 29,81        | 14 238      | 37,37       |  |
|                | Charles Monier            | PCF            | 7 969        | 21,51        | Retrait     | Retrait     |  |
|                | Marcel Gony               | MRP            | 2 956        | 7,98         | Retrait     | Retrait     |  |
|                |                           |                |              |              |             |             |  |
| Inscrits       | Inscrits                  | Inscrits       | 54 713       | 100,00       | 54 723      | 100,00      |  |
| Abstentions    | Abstentions               | Abstentions    | 16 609       | 30,36        | 15 422      | 28,18       |  |
| Votants        | Votants                   | Votants        | 38 104       | 69,64        | 39 301      | 71,82       |  |
| Blancs et nuls | Blancs et nuls            | Blancs et nuls | 1 054        | 2,77         | 1 199       | 3,05        |  |
| Exprimés       | Exprimés                  | Exprimés       | 37 050       | 97,23        | 38 102      | 96,95       |  |

Le suppléant de Maurice Pic était Pierre Jullien.

### Élections de 1967
| Candidat       | Candidat                  | Parti          | Premier tour | Premier tour | Second tour | Second tour |  |
| Candidat       | Candidat                  | Parti          | Voix         | %            | Voix        | %           |  |
| -------------- | ------------------------- | -------------- | ------------ | ------------ | ----------- | ----------- |  |
|                | Maurice Pic sortant réélu | FGDS (SFIO)    | 20 069       | 41,69        | 29 130      | 61,34       |  |
|                | Jean Escoffier            | UD-Ve          | 15 018       | 31,2         | 18 356      | 38,66       |  |
|                | Charles Monier            | PCF            | 8 714        | 18,1         | Retrait     | Retrait     |  |
|                | Roger Bontoux             | CD (PDM)       | 4 337        | 9,01         |             |             |  |
|                |                           |                |              |              |             |             |  |
| Inscrits       | Inscrits                  | Inscrits       | 59 794       | 100,00       | 59 789      | 100,00      |  |
| Abstentions    | Abstentions               | Abstentions    | 10 741       | 17,96        | 10 954      | 18,32       |  |
| Votants        | Votants                   | Votants        | 49 053       | 82,04        | 48 835      | 81,68       |  |
| Blancs et nuls | Blancs et nuls            | Blancs et nuls | 915          | 1,87         | 1 349       | 2,76        |  |
| Exprimés       | Exprimés                  | Exprimés       | 48 138       | 98,13        | 47 486      | 97,24       |  |

Le suppléant de Maurice Pic était Pierre Jullien.

### Élections de 1968
| Candidat       | Candidat                  | Parti          | Premier tour | Premier tour | Second tour | Second tour |  |
| Candidat       | Candidat                  | Parti          | Voix         | %            | Voix        | %           |  |
| -------------- | ------------------------- | -------------- | ------------ | ------------ | ----------- | ----------- |  |
|                | Jean Escoffier            | UDR (URP)      | 16 784       | 35,23        | 23 235      | 48,53       |  |
|                | Maurice Pic sortant réélu | FGDS (SFIO)    | 15 360       | 32,24        | 24 645      | 51,47       |  |
|                | Gilbert Sauvan            | CD (PDM)       | 7 873        | 16,52        | Retrait     | Retrait     |  |
|                | Charles Monier            | PCF            | 7 629        | 16,01        | Retrait     | Retrait     |  |
|                |                           |                |              |              |             |             |  |
| Inscrits       | Inscrits                  | Inscrits       | 60 660       | 100,00       | 60 676      | 100,00      |  |
| Abstentions    | Abstentions               | Abstentions    | 12 295       | 20,27        | 11 752      | 19,37       |  |
| Votants        | Votants                   | Votants        | 48 365       | 79,73        | 48 924      | 80,63       |  |
| Blancs et nuls | Blancs et nuls            | Blancs et nuls | 719          | 1,49         | 1 044       | 2,13        |  |
| Exprimés       | Exprimés                  | Exprimés       | 47 646       | 98,51        | 47 880      | 97,87       |  |

Le suppléant de Maurice Pic était Pierre Jullien.

### Élection partielle du 28 novembre et 5 décembre 1971
Henri Michel est élu député le 5 décembre 1971, en remplacement de Maurice Pic, élu sénateur de la Drôme.
| Candidat | Candidat           | Parti          | Premier tour | Premier tour | Second tour | Second tour |  |
| Candidat | Candidat           | Parti          | Voix         | %            | Voix        | %           |  |
| --- | ------------------ | -------------- | ------------ | ------------ | ----------- | ----------- |  |
| | Henri Michel élu   | PS             | 11 660       | 32,81        | 24 684      | 52,31       |  |
| | Jean Brégier       | UDR            | 6 799        | 19,13        | 11 852      | 31,66       |  |
| | Louis Chancel      | RRRS           | 6 285        | 17,68        |             |             |  |
| | Marceau Bres       | PCF            | 6 173        | 17,37        |             |             |  |
| | Jean-Jacques Ayzac | Divers droite  | 3 384        | 9,52         |             |             |  |
| | René Deléglise     | PSU            | 1 241        | 3,49         |             |             |  |
| |                    |                |              |              |             |             |  |
| Inscrits | Inscrits           | Inscrits       | 63 299       | 100,00       | 63 310      | 100,00      |  |
| Abstentions | Abstentions        | Abstentions    | 26 817       | 42,37        | 25 267      | 39,91       |  |
| Votants | Votants            | Votants        | 36 482       | 57,63        | 38 043      | 60,09       |  |
| Blancs et nuls | Blancs et nuls     | Blancs et nuls | 940          | 2,58         | 1 507       | 3,96        |  |
| Exprimés | Exprimés           | Exprimés       | 35 542       | 97,42        | 36 536      | 96,04       |  |
| Source : France, Ministère de l'intérieur. Les Elections législatives . Métropole., la Documentation française, 1974 (lire en ligne) |                    |                |              |              |             |             |  |

### Élections de 1973
| Candidat       | Candidat                   | Parti          | Premier tour | Premier tour | Second tour | Second tour |  |
| Candidat       | Candidat                   | Parti          | Voix         | %            | Voix        | %           |  |
| -------------- | -------------------------- | -------------- | ------------ | ------------ | ----------- | ----------- |  |
|                | Henri Michel sortant réélu | PS (UGSD)      | 16 559       | 32,43        | 29 856      | 57,15       |  |
|                | Jean Escoffier             | UDR (URP)      | 11 375       | 22,28        | 22 383      | 42,85       |  |
|                | Marceau Brès               | PCF            | 8 778        | 17,19        | Retrait     | Retrait     |  |
|                | Alain Blanc                | Rad (MR)       | 6 202        | 12,15        |             |             |  |
|                | Jean-Jacques Ayzac         | RI             | 3 489        | 6,83         |             |             |  |
|                | Gilbert Sauvan             | CDP            | 3 258        | 6,38         |             |             |  |
|                | René Deléglise             | PSU            | 1 396        | 2,73         |             |             |  |
|                |                            |                |              |              |             |             |  |
| Inscrits       | Inscrits                   | Inscrits       | 65 062       | 100,00       | 65 061      | 100,00      |  |
| Abstentions    | Abstentions                | Abstentions    | 12 926       | 19,87        | 11 277      | 17,33       |  |
| Votants        | Votants                    | Votants        | 52 136       | 80,13        | 53 784      | 82,67       |  |
| Blancs et nuls | Blancs et nuls             | Blancs et nuls | 1 079        | 2,07         | 1 545       | 2,87        |  |
| Exprimés       | Exprimés                   | Exprimés       | 51 057       | 97,93        | 52 239      | 97,13       |  |

Le suppléant d'Henri Michel était Henri Sauvinet, adjoint au maire de Montélimar.

### Élections de 1978
| Candidat       | Candidat                   | Parti          | Premier tour | Premier tour | Second tour | Second tour |  |
| Candidat       | Candidat                   | Parti          | Voix         | %            | Voix        | %           |  |
| -------------- | -------------------------- | -------------- | ------------ | ------------ | ----------- | ----------- |  |
|                | Henri Michel sortant réélu | PS             | 19 143       | 30,72        | 35 186      | 55,05       |  |
|                | Jean Escoffier             | RPR            | 14 758       | 23,68        | 28 735      | 44,95       |  |
|                | Michel Seyve               | PCF            | 11 974       | 19,21        | Retrait     | Retrait     |  |
|                | Alain Blanc                | UDF (Rad)      | 10 783       | 17,3         | Retrait     | Retrait     |  |
|                | Robert Lassagne            | Écologie 78    | 4 505        | 7,23         |             |             |  |
|                | Bernard Desplaces          | LO             | 1 161        | 1,86         |             |             |  |
|                |                            |                |              |              |             |             |  |
| Inscrits       | Inscrits                   | Inscrits       | 76 433       | 100,00       | 76 418      | 100,00      |  |
| Abstentions    | Abstentions                | Abstentions    | 12 954       | 16,95        | 10 994      | 14,39       |  |
| Votants        | Votants                    | Votants        | 63 479       | 83,05        | 65 424      | 85,61       |  |
| Blancs et nuls | Blancs et nuls             | Blancs et nuls | 1 155        | 1,82         | 1 503       | 2,3         |  |
| Exprimés       | Exprimés                   | Exprimés       | 62 324       | 98,18        | 63 921      | 97,7        |  |

Le suppléant d'Henri Michel était Henri Sauvinet.

### Élections de 1981
|                | Henri Michel sortant réélu | PS             | 28 463 | 50,51  |  |  |  |
|                | Jean Volvey                | RPR (UNM)      | 17 135 | 30,41  |  |  |  |
|                | Marcel Rochaix             | PCF            | 7 163  | 12,71  |  |  |  |
|                | Jacques Jalifier           | MÉP            | 2 735  | 4,85   |  |  |  |
|                | Michel Freydier            | PSU            | 846    | 1,50   |  |  |  |
|                | Gaston Patouillard         | FN             | 5      | 0,01   |  |  |  |
|                | Stella Ghisoni             | CCA            | 1      | 0      |  |  |  |
|                |                            |                |        |        |  |  |  |
| Inscrits       | Inscrits                   | Inscrits       | 81 184 | 100,00 |  |  |  |
| Abstentions    | Abstentions                | Abstentions    | 23 934 | 29,48  |  |  |  |
| Votants        | Votants                    | Votants        | 57 250 | 70,52  |  |  |  |
| Blancs et nuls | Blancs et nuls             | Blancs et nuls | 902    | 1,58   |  |  |  |
| Exprimés       | Exprimés                   | Exprimés       | 56 348 | 98,42  |  |  |  |

Le suppléant d'Henri Michel était Henri Sauvinet.

### Élections de 1988
| Candidat       | Candidat            | Parti           | Premier tour | Premier tour | Second tour | Second tour |  |
| Candidat       | Candidat            | Parti           | Voix         | %            | Voix        | %           |  |
| -------------- | ------------------- | --------------- | ------------ | ------------ | ----------- | ----------- |  |
|                | Alain Fort élu      | PS              | 16 435       | 39,91        | 22 929      | 50,61       |  |
|                | Jean Mouton sortant | UDF (CDS) (URC) | 16 380       | 39,78        | 22 373      | 49,39       |  |
|                | Germaine Burgaz     | FN              | 4 569        | 11,1         |             |             |  |
|                | Françoise Simonot   | PCF             | 3 794        | 9,21         |             |             |  |
|                |                     |                 |              |              |             |             |  |
| Inscrits       | Inscrits            | Inscrits        | 62 991       | 100,00       | 62 990      | 100,00      |  |
| Abstentions    | Abstentions         | Abstentions     | 21 063       | 33,44        | 16 404      | 26,04       |  |
| Votants        | Votants             | Votants         | 41 928       | 66,56        | 46 586      | 73,96       |  |
| Blancs et nuls | Blancs et nuls      | Blancs et nuls  | 750          | 1,79         | 1 284       | 2,76        |  |
| Exprimés       | Exprimés            | Exprimés        | 41 178       | 98,21        | 45 302      | 97,24       |  |

Le suppléant d'Alain Fort était Henri Fauqué, ingénieur, maire de Saulce-sur-Rhône.

### Élections de 1993
| Candidat       | Candidat              | Parti          | Premier tour | Premier tour | Second tour | Second tour |  |
| Candidat       | Candidat              | Parti          | Voix         | %            | Voix        | %           |  |
| -------------- | --------------------- | -------------- | ------------ | ------------ | ----------- | ----------- |  |
|                | Thierry Cornillet élu | UDF (Rad)      | 15 605       | 35,61        | 22 643      | 52,49       |  |
|                | Alain Fort sortant    | PS (ADFP)      | 10 555       | 24,09        | 20 492      | 47,51       |  |
|                | Albert Rosset         | FN             | 6 588        | 15,03        |             |             |  |
|                | Jean-Pierre Morichaud | Les Verts (EÉ) | 5 718        | 13,05        |             |             |  |
|                | Pierre Trapier        | PCF            | 3 885        | 8,87         |             |             |  |
|                | Franck Maisonnat      | CNIP           | 1 471        | 3,36         |             |             |  |
|                |                       |                |              |              |             |             |  |
| Inscrits       | Inscrits              | Inscrits       | 66 873       | 100,00       | 66 873      | 100,00      |  |
| Abstentions    | Abstentions           | Abstentions    | 20 046       | 29,98        | 19 422      | 29,04       |  |
| Votants        | Votants               | Votants        | 46 827       | 70,02        | 47 451      | 70,96       |  |
| Blancs et nuls | Blancs et nuls        | Blancs et nuls | 3 005        | 6,42         | 4 316       | 9,1         |  |
| Exprimés       | Exprimés              | Exprimés       | 43 822       | 93,58        | 43 135      | 90,9        |  |

Le suppléant de Thierry Cornillet était Jean Mouton, vétérinaire, maire UDF de Pierrelatte, conseiller général du canton de Pierrelatte, Président du Conseil général.

### Élections de 1997
| Candidat       | Candidat                  | Parti          | Premier tour | Premier tour | Second tour | Second tour |  |
| Candidat       | Candidat                  | Parti          | Voix         | %            | Voix        | %           |  |
| -------------- | ------------------------- | -------------- | ------------ | ------------ | ----------- | ----------- |  |
|                | Thierry Cornillet sortant | UDF (Rad)      | 13 519       | 30,28        | 23 451      | 49,88       |  |
|                | Éric Besson élu           | PS             | 10 867       | 24,34        | 23 562      | 50,12       |  |
|                | Alain Bérard              | FN             | 8 219        | 17,01        |             |             |  |
|                | Catherine Coutard         | MDC (PCF)      | 5 696        | 12,76        |             |             |  |
|                | Vincent Peyronnet         | GÉ             | 1 508        | 3,38         |             |             |  |
|                | Jean-Pierre Morichaud     | Les Verts      | 1 487        | 3,33         |             |             |  |
|                | Bernard Simon             | LDI (MPF)      | 1 242        | 2,78         |             |             |  |
|                | Jean Peillard             | IR             | 836          | 1,87         |             |             |  |
|                | Philippe Michel           | Extrême droite | 722          | 1,62         |             |             |  |
|                | Suzanne Del Papa          | Extrême droite | 545          | 1,22         |             |             |  |
|                |                           |                |              |              |             |             |  |
| Inscrits       | Inscrits                  | Inscrits       | 67 930       | 100,00       | 67 938      | 100,00      |  |
| Abstentions    | Abstentions               | Abstentions    | 20 962       | 30,86        | 17 680      | 26,02       |  |
| Votants        | Votants                   | Votants        | 46 968       | 69,14        | 50 258      | 73,98       |  |
| Blancs et nuls | Blancs et nuls            | Blancs et nuls | 2 327        | 4,95         | 3 245       | 6,46        |  |
| Exprimés       | Exprimés                  | Exprimés       | 44 641       | 95,05        | 47 013      | 93,54       |  |

Le suppléant d'Éric Besson était Raymond Rinaldi, adjoint au maire de Portes-lès-Valence.

### Élections de 2002
| Candidat       | Candidat                  | Parti          | Premier tour | Premier tour | Second tour | Second tour |  |
| Candidat       | Candidat                  | Parti          | Voix         | %            | Voix        | %           |  |
| -------------- | ------------------------- | -------------- | ------------ | ------------ | ----------- | ----------- |  |
|                | Éric Besson sortant réélu | PS             | 16 692       | 34,57        | 22 907      | 52,39       |  |
|                | Franck Reynier            | UDF            | 14 067       | 29,14        | 20 821      | 47,61       |  |
|                | Jacques Ganivet           | FN             | 8 214        | 17,01        |             |             |  |
|                | Frédéric Lassagne         | Divers droite  | 3 914        | 8,11         |             |             |  |
|                | Marie-José Bayoud-Torres  | PCF            | 1 638        | 3,39         |             |             |  |
|                | Laurent Negro             | LT-LNÉ         | 734          | 1,52         |             |             |  |
|                | Dominique Forcinal        | Divers         | 730          | 1,51         |             |             |  |
|                | Raphaèle Mounib           | LCR            | 621          | 1,29         |             |             |  |
|                | Olivier Roudie            | MNR            | 595          | 1,23         |             |             |  |
|                | Jean Dhers                | MPF            | 440          | 0,91         |             |             |  |
|                | Nathalie Arthaud          | LO             | 409          | 0,85         |             |             |  |
|                | Omer Bjedic               | MHAN           | 227          | 0,47         |             |             |  |
|                |                           |                |              |              |             |             |  |
| Inscrits       | Inscrits                  | Inscrits       | 74 518       | 100,00       | 74 358      | 100,00      |  |
| Abstentions    | Abstentions               | Abstentions    | 25 311       | 33,97        | 28 625      | 38,5        |  |
| Votants        | Votants                   | Votants        | 49 207       | 66,03        | 45 733      | 61,5        |  |
| Blancs et nuls | Blancs et nuls            | Blancs et nuls | 926          | 1,88         | 2 005       | 4,38        |  |
| Exprimés       | Exprimés                  | Exprimés       | 48 281       | 98,12        | 43 728      | 95,62       |  |

Le suppléant d'Éric Besson était Sandro Duca, maire d'Étoile-sur-Rhône.

### Élections de 2007
| Candidat       | Candidat               | Parti          | Premier tour | Premier tour | Second tour | Second tour |  |
| Candidat       | Candidat               | Parti          | Voix         | %            | Voix        | %           |  |
| -------------- | ---------------------- | -------------- | ------------ | ------------ | ----------- | ----------- |  |
|                | Franck Reynier élu     | UMP            | 19 975       | 40,4         | 25 641      | 53          |  |
|                | Anne-Marie Rème-Pic    | PS             | 13 724       | 27,76        | 22 737      | 47          |  |
|                | Thierry Cornillet      | UDF–MoDem      | 6 777        | 13,71        |             |             |  |
|                | Joël Cheval            | FN             | 3 278        | 6,63         |             |             |  |
|                | Marie-Jo Bayoud-Torres | PCF            | 1 827        | 3,7          |             |             |  |
|                | Dominique Hennion      | Les Verts      | 1 268        | 2,56         |             |             |  |
|                | Raphaèle Mounib        | LCR            | 1 078        | 2,18         |             |             |  |
|                | Clotilde Marchandier   | MPF            | 525          | 1,06         |             |             |  |
|                | Serge Carvou           | LT-LNÉ         | 509          | 1,03         |             |             |  |
|                | Adèle Kopff            | LO             | 261          | 0,53         |             |             |  |
|                | Alfred Canovas         | MNR            | 217          | 0,44         |             |             |  |
|                |                        |                |              |              |             |             |  |
| Inscrits       | Inscrits               | Inscrits       | 82 526       | 100,00       | 82 524      | 100,00      |  |
| Abstentions    | Abstentions            | Abstentions    | 32 270       | 39,1         | 32 547      | 39,44       |  |
| Votants        | Votants                | Votants        | 50 256       | 60,9         | 49 977      | 60,56       |  |
| Blancs et nuls | Blancs et nuls         | Blancs et nuls | 817          | 1,63         | 1 599       | 3,2         |  |
| Exprimés       | Exprimés               | Exprimés       | 49 439       | 98,37        | 48 378      | 96,8        |  |

La suppléante de Franck Reynier était Pierrette Gary, maire de Bonlieu-sur-Roubion.

### Élections de 2012
| Candidat       | Candidat                     | Parti                    | Premier tour | Premier tour | Second tour | Second tour |  |
| Candidat       | Candidat                     | Parti                    | Voix         | %            | Voix        | %           |  |
| -------------- | ---------------------------- | ------------------------ | ------------ | ------------ | ----------- | ----------- |  |
|                | Catherine Coutard            | MRC (PS, PRG)            | 17 020       | 32,90        | 24 397      | 49,20       |  |
|                | Franck Reynier sortant réélu | PRV (UMP)                | 16 753       | 32,38        | 25 187      | 50,80       |  |
|                | Alain Csikel                 | RBM (FN)                 | 10 251       | 19,81        |             |             |  |
|                | Pierre Trapier               | FG (PCF) (Divers gauche) | 3 621        | 7,00         |             |             |  |
|                | Jean-Louis Chuillon          | EÉLV                     | 1 709        | 3,30         |             |             |  |
|                | Nicolas Barthollet           | Divers droite            | 1 444        | 2,79         |             |             |  |
|                | Stéfanic Eldin               | PRC                      | 469          | 0,91         |             |             |  |
|                | Sylvain Ortega               | NPA (ALT, MOC)           | 281          | 0,54         |             |             |  |
|                | Mario Cilla                  | LO                       | 188          | 0,36         |             |             |  |
|                | Odile Roche                  | PCD                      | 0            | 0,00         |             |             |  |
|                |                              |                          |              |              |             |             |  |
| Inscrits       | Inscrits                     | Inscrits                 | 87 792       | 100,00       | 87 793      | 100,00      |  |
| Abstentions    | Abstentions                  | Abstentions              | 35 424       | 40,35        | 36 475      | 41,55       |  |
| Votants        | Votants                      | Votants                  | 52 368       | 59,65        | 51 318      | 58,45       |  |
| Blancs et nuls | Blancs et nuls               | Blancs et nuls           | 632          | 1,21         | 1 734       | 3,38        |  |
| Exprimés       | Exprimés                     | Exprimés                 | 51 736       | 98,79        | 49 584      | 96,62       |  |

La suppléante de Franck Reynier était Françoise Chazal, maire d'Étoile-sur-Rhône.

### Élections de 2017
|                                                                          |                                                                                         |                           |                           |                          |                          |
|                                                                          |                                                                                         | Premier tour 11 juin 2017 | Premier tour 11 juin 2017 | Second tour 18 juin 2017 | Second tour 18 juin 2017 |
|                                                                          |                                                                                         |                           |                           |                          |                          |
|                                                                          |                                                                                         | Nombre                    | % des inscrits            | Nombre                   | % des inscrits           |
| Inscrits                                                                 | Inscrits                                                                                | 93 263                    | 100,00                    | 93 264                   | 100,00                   |
| Abstentions                                                              | Abstentions                                                                             | 48 978                    | 52,52                     | 53 871                   | 57,76                    |
| Votants                                                                  | Votants                                                                                 | 44 285                    | 47,48                     | 39 393                   | 42,24                    |
|                                                                          |                                                                                         |                           | % des votants             |                          | % des votants            |
| Bulletins blancs                                                         | Bulletins blancs                                                                        | 715                       | 1,61                      | 2 947                    | 7,48                     |
| Bulletins nuls                                                           | Bulletins nuls                                                                          | 303                       | 0,68                      | 1 068                    | 2,71                     |
| Suffrages exprimés                                                       | Suffrages exprimés                                                                      | 43 267                    | 97,70                     | 35 378                   | 89,81                    |
|                                                                          |                                                                                         |                           |                           |                          |                          |
| Candidat Étiquette politique (partis et alliances)                       | Candidat Étiquette politique (partis et alliances)                                      | Voix                      | % des exprimés            | Voix                     | % des exprimés           |
|                                                                          |                                                                                         |                           |                           |                          |                          |
|                                                                          | Alice Thourot La République en marche                                                   | 15 119                    | 34,94                     | 22 111                   | 62,50                    |
|                                                                          | Laure Pellier Front national                                                            | 8 345                     | 19,29                     | 13 267                   | 37,50                    |
|                                                                          | Franck Reynier (député sortant) Union des démocrates et indépendants (Les Républicains) | 6 564                     | 15,17                     |                          |                          |
|                                                                          | Rachel Mahé La France insoumise                                                         | 4 442                     | 10,27                     |                          |                          |
|                                                                          | Pierre Trapier Parti communiste français                                                | 1 967                     | 4,55                      |                          |                          |
|                                                                          | Nicolas Barthollet Divers droite                                                        | 1 710                     | 3,95                      |                          |                          |
|                                                                          | Isabelle Malric Parti socialiste                                                        | 1 307                     | 3,02                      |                          |                          |
|                                                                          | Danielle Persico Europe Écologie Les Verts                                              | 1 058                     | 2,45                      |                          |                          |
|                                                                          | Christian Caracchini Debout la France                                                   | 655                       | 1,51                      |                          |                          |
|                                                                          | Évelyne Khiari Écologiste (Confédération pour l'homme, l'animal et la planète)          | 617                       | 1,43                      |                          |                          |
|                                                                          | Roméo d'Ercole Écologiste(Mouvement 100%)                                               | 459                       | 1,06                      |                          |                          |
|                                                                          | Alexandra Vallon Divers (Union populaire républicaine)                                  | 323                       | 0,75                      |                          |                          |
|                                                                          | Alain Terno Lutte ouvrière                                                              | 313                       | 0,72                      |                          |                          |
|                                                                          | Alain Csikel Extrême droite (Souveraineté, identité et libertés)                        | 162                       | 0,37                      |                          |                          |
|                                                                          | Aline Fiore Parti radical de gauche (Génération écologie)                               | 119                       | 0,28                      |                          |                          |
|                                                                          | Colette Gros Divers gauche (Nouvelle Donne)                                             | 107                       | 0,25                      |                          |                          |
| Source : Ministère de l'Intérieur - Deuxième circonscription de la Drôme |                                                                                         |                           |                           |                          |                          |

Le suppléant d'Alice Thourot était Thierry Lhuillier, maire de Marsanne.

### Élections de 2022
|                                                    |                                                               |                           |                           |                          |                          |
|                                                    |                                                               | Premier tour 12 juin 2022 | Premier tour 12 juin 2022 | Second tour 19 juin 2022 | Second tour 19 juin 2022 |
|                                                    |                                                               |                           |                           |                          |                          |
|                                                    |                                                               | Nombre                    | % des inscrits            | Nombre                   | % des inscrits           |
| Inscrits                                           | Inscrits                                                      | 95 908                    | 100                       | 95 930                   | 100                      |
| Abstentions                                        | Abstentions                                                   | 51 366                    | 53,56                     | 52 090                   | 54,30                    |
| Votants                                            | Votants                                                       | 44 542                    | 46,44                     | 43 840                   | 45,70                    |
|                                                    |                                                               |                           | % des votants             |                          | % des votants            |
| Bulletins blancs                                   | Bulletins blancs                                              | 729                       | 1,64                      | 4 577                    | 10,44                    |
| Bulletins nuls                                     | Bulletins nuls                                                | 318                       | 0,71                      | 1 508                    | 3,44                     |
| Suffrages exprimés                                 | Suffrages exprimés                                            | 43 495                    | 97,65                     | 37 755                   | 86,12                    |
|                                                    |                                                               |                           |                           |                          |                          |
| Candidat Étiquette politique (partis et alliances) | Candidat Étiquette politique (partis et alliances)            | Voix                      | % des exprimés            | Voix                     | % des exprimés           |
|                                                    |                                                               |                           |                           |                          |                          |
|                                                    | Lisette Pollet Rassemblement national                         | 11 585                    | 26,64                     | 21 566                   | 57,12                    |
|                                                    | Gilles Reynaud Nouvelle Union populaire écologique et sociale | 10 398                    | 23,91                     | 16 189                   | 42,88                    |
|                                                    | Benoît Maclin Ensemble !                                      | 8 731                     | 20,07                     |                          |                          |
|                                                    | Valérie Arnavon Les Républicains                              | 5 561                     | 12,79                     |                          |                          |
|                                                    | Thomas Battesti Reconquête                                    | 2 409                     | 5,54                      |                          |                          |
|                                                    | Salim Bouziane Divers centre                                  | 1 994                     | 4,58                      |                          |                          |
|                                                    | Mohamed Aissou Écologistes                                    | 949                       | 2,18                      |                          |                          |
|                                                    | Arnaud Alzat-Laly Droite souverainiste                        | 698                       | 1,60                      |                          |                          |
|                                                    | Rémi Dubois Écologistes                                       | 633                       | 1,46                      |                          |                          |
|                                                    | Guy Rat Lutte ouvrière                                        | 537                       | 1,23                      |                          |                          |

Le suppléant de Lisette Pollet était Frédéric Marcel, chef d'entreprise à Loriol-sur-Drôme.

### Élections de 2024
| Candidat                 | Candidat                          | Parti et coalition       | Nuance                   | Premier tour | Premier tour | Second tour | Second tour |
| Candidat                 | Candidat                          | Parti et coalition       | Nuance                   | Voix         | %            | Voix        | %           |
| ------------------------ | --------------------------------- | ------------------------ | ------------------------ | ------------ | ------------ | ----------- | ----------- |
|                          | Lisette Pollet (députée sortante) | RN                       | RN                       | 27 507       | 42,85        | 33 755      | 58,28       |
|                          | Karim Chkeri                      | LFI (NFP)                | UG                       | 16 642       | 22,81        | 24 159      | 41,72       |
|                          | Nicolas Michel                    | RE (ENS)                 | ENS                      | 12 158       | 18,94        | Retrait     | Retrait     |
|                          | Damien Lagier                     | LR                       | LR                       | 6 684        | 10,41        |             |             |
|                          | Karim Oumeddour                   | DVD                      | DVD                      | 1 795        | 2,80         |             |             |
|                          | Jean-Marc Gaillard                | REC                      | REC                      | 710          | 1,11         |             |             |
|                          | Guy Rat                           | LO                       | EXG                      | 704          | 1,10         |             |             |
|                          |                                   |                          |                          |              |              |             |             |
| Votes valides            | Votes valides                     | Votes valides            | Votes valides            | 64 200       | 97,20        | 57 914      | 88,23       |
| Votes blancs             | Votes blancs                      | Votes blancs             | Votes blancs             | 1 192        | 1,80         | 5 874       | 8,95        |
| Votes nuls               | Votes nuls                        | Votes nuls               | Votes nuls               | 656          | 0,99         | 1 854       | 2,82        |
| Total                    | Total                             | Total                    | Total                    | 66 048       | 100          | 65 742      | 100         |
| Abstention               | Abstention                        | Abstention               | Abstention               | 31 067       | 31,99        | 31 522      | 32,44       |
| Inscrits / participation | Inscrits / participation          | Inscrits / participation | Inscrits / participation | 97 115       | 68,01        | 97 164      | 67,56       |

Le suppléant de Lisette Pollet est Bernard Sironneau, ancien conseiller municipal de Valence.

#### Département de la Drôme
- La fiche de l'INSEE de cette circonscription : « Tableaux et Analyses de la deuxième circonscription de la Drôme », sur insee.fr, site de l'Institut national de la statistique et des études économiques (consulté le 10 juin 2007) [PDF]

- « Tous les députés du département de la Drôme depuis 1789 », sur assemblee-nationale.fr, site de l'Assemblée nationale française (consulté le 10 juin 2007)

- « Informations contentieuses sur le département de la Drôme (Élections législatives de 2002) »(Archive.org • Wikiwix • Archive.is • Google • Que faire ?), sur conseil-constitutionnel.fr, site du Conseil constitutionnel (consulté le 13 juin 2007)

#### Circonscriptions en France
- « Carte des circonscriptions législatives en France », sur assemblee-nationale.fr, site de l'Assemblée nationale française (consulté le 20 juin 2007)

- « Résultats électoraux officiels en France »(Archive.org • Wikiwix • Archive.is • Google • Que faire ?), sur interieur.gouv.fr, site du ministère de l'Intérieur (France) (consulté le 13 juin 2007)

- Description et Atlas des circonscriptions électorales de France sur http://www.atlaspol.com, Atlaspol, site de cartographie géopolitique, consulté le 13 juin 2007.